# Енгалычев, Николай Николаевич (драматург)
Князь Никола́й Никола́евич Енгалы́чев (19 декабря 1836, Девлетяково, Тамбовская губерния — 5 апреля 1916, Сочи) — русский драматург из рода Енгалычевых.
С 1854 года служил в лейб-гвардии Уланском полку, в 1860—1866 предводитель дворянства Чембарского уезда. В 1861 году взял «на время» у брата В. Г. Белинского (Чембар — родина критика) документы из архива Белинского и не вернул их, однако в 1875 году по просьбе М. И. Семевского передал их для публикации в журнал «Русская старина». Публикация включала переписку Белинского с родными и некоторые другие материалы.
С 1866 года жил в Москве и занялся переводом и переделкой с французского комедий и водевилей. Тексты переделывались «на русские нравы», имён авторов Енгалычев не указывал; в основном это любовно-бытовые пьесы со счастливым концом. Эти комедии шли в петербургском Александринском и московском императорском Малом театре, редко дольше одного сезона. По свидетельству современника, имел репутацию «автора нескольких плохих водевилей и опереток». В его наследии выделяется перевод пьесы Мольера «Любовная ссора» (поставлен 1869).
Похоронен на Завокзальном кладбище в Сочи.